# 魔・カ・セ・テ Tonight
「魔・カ・セ・テ Tonight」（まかせてトゥナイト）は、野水いおりの1枚目のシングル。2011年2月9日にFlyingDogから発売された。

## 概要
声優・野水伊織の、「野水いおり」名義でのアーティストデビューとなるシングル。野水はこれまでキャラクターソングのリリースなどはあったが、個人としては初のアニメ主題歌となるため、「自分の声質や歌うニュアンスを出せるよう」気をつけたと語っている。
表題曲「魔・カ・セ・テ Tonight」は、野水が初めてメインヒロインを務めるテレビアニメ『これはゾンビですか?』のオープニングテーマとして使用されており、作詞・作曲・ディレクションをmanzoが担当している。カップリングの「テルモメルモ」の作詞・作曲は中野愛子。

## 収録曲
1. 魔・カ・セ・テ Tonight
作詞・作曲・編曲：manzo
テレビアニメ『これはゾンビですか?』オープニングテーマ。野水によると、アニメのバトルシーンをイメージした疾走感と迫力のあるカッコイイ、けどキュートな曲[1][2]だという。
2. テルモメルモ
作詞・作曲：中野愛子、編曲：知野芳彦
3. 魔・カ・セ・テ Tonight （without Iori）
4. テルモメルモ （without Iori）

## 収録アルバム
| 曲名                   | 収録アルバム   | 発売日         |
| ---------------------- | -------------- | -------------- |
| 魔・カ・セ・テ Tonight | 『月虹カタン』 | 2011年10月19日 |
| テルモメルモ           | 『月虹カタン』 | 2011年10月19日 |

## カバー
- 矢野緋彩（もものはるな） - 2023年10月20日にゲーム『D4DJ Groovy Mix』に追加収録[3]。